# Afroholopogon waltlii
Afroholopogon waltlii là một loài ruồi trong họ Asilidae. Afroholopogon waltlii được Meigen miêu tả năm 1838.